# 心叶风毛菊
心叶风毛菊（学名：Saussurea cordifolia）为菊科风毛菊属的植物，为中国的特有植物。分布在中国大陆的浙江、河南、湖南、贵州、湖北、四川、陕西等地，生长于海拔700米至1,800米的地区，常生长在山谷、灌木、林中、山坡、林缘和石崖下，目前尚未由人工引种栽培。